# Pentanone
Die Pentanone sind eine Gruppe von drei isomeren gesättigten Ketonen mit fünf Kohlenstoffatomen. Sie haben die allgemeine Summenformel C5H10O und eine molare Masse von 86,13 g·mol−1. Sie unterscheiden sich in ihren Eigenschaften, so ist der Schmelzpunkt des 3-Pentanons im Vergleich mit den anderen beiden deutlich höher, da das Molekül eine Symmetrie aufweist.
Sie sind u. a. durch Oxidation der entsprechenden sekundären Pentanole (2-Pentanol, 3-Pentanol und 3-Methyl-2-butanol) zugänglich. Die Pentanale haben die gleiche molare Masse.
| Gefahrensymbol | Gefahrensymbol |

| Gefahrensymbol | Gefahrensymbol |

| Gefahrensymbol |